# Diby
Diby (Duits: Dibi, Estland-Zweeds: Dibe) is een plaats in de Estlandse gemeente Vormsi, provincie Läänemaa. De plaats heeft de status van dorp (Estisch: küla).
Dat het dorp een Zweedse naam heeft, komt doordat tot in 1944 voornamelijk Estlandzweden op het eiland Vormsi woonden. In dat jaar vluchtte vrijwel de hele bevolking voor het oprukkende Rode Leger over de Oostzee naar Zweden. By is Zweeds voor ‘dorp’, di kan zijn afgeleid van het in onbruik geraakte woord dudher of dudhre, ‘moeras’. In het noorden van het dorp ligt inderdaad een moerasgebied.

## Bevolking
Het dorp had 8 inwoners op 31 december 2011 en 16 inwoners op 31 december 2021.

## Ligging
Diby ligt aan de noordkust van het eiland Vormsi, aan de Baai van Diby (Estisch: Diby laht). Bij het dorp hoort een groepje onbewoonde eilandjes, waarvan Suur-Tjuka (39,9 ha) en Kärkgrunne (9,6 ha) de grootste zijn. Op het grondgebied van het dorp ligt het meer Diby järv (9,6 ha).

## Geschiedenis
Diby werd in 1540 voor het eerst genoemd als Důderbw. Daarna heette het dorp achtereenvolgens Duyderbuy (1564), Dödderby (1565), dorp tho Dudder (1567),  Dudderby (1613) en Dyby (1627). Tussen 1977 en 1997 was de officiële naam Diibi. Het lag op het landgoed Magnushof (Suuremõisa).